# Rütihof

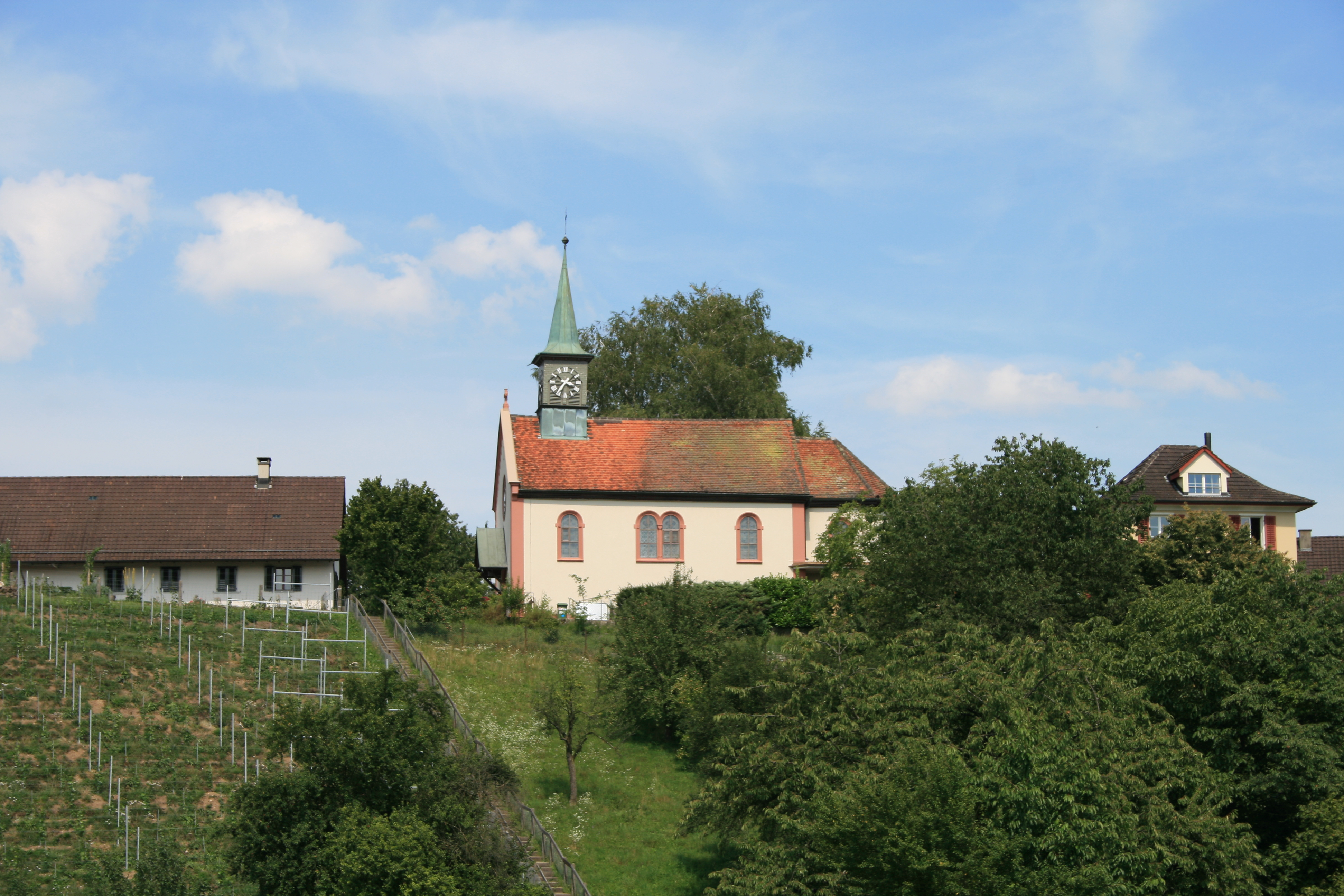
Kapelle Rütihof

Rütihof ist ein Dorf im Kanton Aargau in der Schweiz. Es liegt im Reusstal, zählt rund 2400 Einwohner und bildet eine Exklave der Stadt Baden, zu der es seit 1962 gehört. Im Süden grenzt Rütihof an Mellingen, im Osten an Fislisbach, im Norden und Westen an Birmenstorf. Unmittelbar an der westlichen Grenze liegen die zu Birmenstorf gehörenden Weiler Müslen und Muntwil. Das Stadtzentrum Badens liegt knapp fünf Kilometer nordöstlich.

## Geschichte
Die erste urkundliche Erwähnung Rütihofs erfolgte im Jahr 1144, als Gräfin Udelhild von Kyburg die niedere Gerichtsbarkeit über das Dorf dem Kloster Schänis schenkte. Die hohe Gerichtsbarkeit lag bei den jeweiligen Landesherren; es waren dies zunächst die Grafen von Lenzburg, ab 1172 die Kyburger und ab 1264 die Habsburger. 1415 eroberten die Eidgenossen den Aargau und Rütihof lag fortan in der Grafschaft Baden, einer Gemeinen Herrschaft.
Während des Mittelalters existierte nur ein einziger Bauernhof. Durch die Ansiedlung der Bauernfamilien Meier von Münzlishausen in den Jahren 1653, 1664 und der Familie Busslinger vom Petersberg im Jahre 1735 wuchs Rütihof zu einem kleinen Weiler heran. Die Mehrheit der Dorfbewohner war katholisch, ab 1752 gab es eine reformierte Minderheit. Die Rütihöfler Bauern gehörten keiner Gemeinde an, waren aber dem Untervogt in Birmenstorf und dem Meier in Dättwil unterstellt. Sie besassen kein Bürgerrecht und hatten keinen Anspruch auf Armenfürsorge. Die Behörden der von Frankreich eingesetzten Helvetischen Republik schufen 1798 aus Dättwil, Rütihof, Segelhof und Münzlishausen die Munizipalität Dättwil, die aus vier nicht miteinander verbundenen Gebieten bestand. Daraus entstand 1805, zwei Jahre nach der Gründung des Kantons Aargau, die Einwohnergemeinde Dättwil. Diese war äusserst kompliziert aufgebaut, es bestanden neben der eigentlichen Einwohnergemeinde in den drei Ortsteilen Dättwil, Rütihof und Münzlishausen noch je eine Ortsgemeinde, Ortsbürgergemeinde und Schulgemeinde. Daneben bestanden zwei nach Konfessionen getrennte Armengemeinden, die zusätzlich zur Fürsorge auch für die Einbürgerungen verantwortlich waren. Zwei Rütihöfler standen während ihres Bestehens der Gesamtgemeinde Dättwil vor: Heinrich Anner (1808–1810) und Albert Meier (1914–1925).
1778 wurde die erste Schule des Dorfes eingerichtet, die als erste paritätische Schule der Schweiz gilt. Das Schulhaus, vis à vis der späteren Kapelle gelegen, wurde Mitte des 19. Jahrhunderts vergrössert, musste in den 1930er-Jahren wegen Baufälligkeit jedoch aufgegeben werden. 1937 konnte das heute noch genutzte, inzwischen mehrfach erweiterte, Schulhaus eröffnet werden. Es galt als eines der schönsten Landschulhäuser der Umgebung.
Rütihof gehörte stets zur Kirchgemeinde Baden, erhielt aber 1897 einen eigenen Friedhof und eine Kapelle. Viele Jahrzehnte gehörte das Gotteshaus der Kapellengemeinde Rütihof, ehe sie 1967 an die Kirchgemeinde Baden-Ennetbaden überging Regelmässige Gottesdienste gab es ab der Errichtung einer Kaplanei 1933. Seit 1974 steht die Kapelle auch der reformierten Gemeinde zur Nutzung offen.  Kurz nach Beginn des 20. Jahrhunderts kamen Wasser- und Elektrizitätsversorgung sowie 1911 eine Poststelle hinzu,  1962, Rütihof zählte damals 315 Einwohner, wurde die Gemeinde Dättwil mit der Stadt Baden fusioniert. Grund für den Zusammenschluss waren der hohe Steuerfuss und steigende Infrastrukturkosten, die etwa durch die notwendige Verbesserung der Naturstrassen, entstanden. Nach der Eröffnung der Autobahn setzte ein starkes Wachstum ein. 1981 war die Zahl von 1000 Einwohnern erreicht, im Jahr 2000 zählte Rütihof 2000 Einwohner. Seit 2005 stagniert das Wachstum, da kaum noch freie Baulandflächen verfügbar sind.

## Verkehr
Rütihof wird durch zwei Buslinien erschlossen: Die Linie 6 der RVBW führt von Rütihof über Dättwil, Baden und Obersiggenthal nach Untersiggenthal, die Postautolinie 362 von Brugg über Birmenstorf und Rütihof zum Bahnhof Mellingen Heitersberg. Der Anschluss Baden West der Autobahn A1 liegt rund zwei Kilometer nördlich des Dorfes beim Westportal des Bareggtunnels.